# Хамишк
Хамишк — село в Джейрахском районе Республики Ингушетия. Входит в состав сельского поселения Ольгети.

## География
Село расположено в южной части республики на расстоянии примерно в 6 километрах по прямой к юго-востоку от районного центра Джейраха.
Часовой пояс
Село Хамишк как и вся Ингушетия, находится в часовой зоне МСК (московское время). Смещение применяемого времени относительно UTC составляет +3:00.

## Население
| 1926 | 2010 |
| ---- | ---- |
| 11   | ↘0   |